# Torre di San Francesco
La Torre di San Francesco era una delle due antiche torri d'avvistamento cinquecentesche di Palmi, e sorgeva lungo il litorale della Costa Viola nella zona che a tutt'oggi porta appunto il nome di località Torre.

## Storia
Nel 1549, quando avvenne la distruzione di Palmi a opera del corsaro turco Dragut Rais, il duca di Seminara Carlo II Spinelli, che era diventato feudatario della città nel 1555, decise di riedificare la «terra di Palma» e di fortificarla. Pertanto decise di costruire anche le due torri di guardia costiera. Costruite all'incirca nel 1565, le due torri furono denominate una «di San Francesco» e l'altra, tuttora esistente, «di Pietrenere» (o «de Le Pietre Negre»).
Nel XIX secolo la struttura fu utilizzata come sede del telegrafo. Fu appunto dal telegrafo della Torre di San Francesco che il 22 agosto 1860, Giuseppe Garibaldi inviò un messaggio dopo lo sbarco a Palmi della spedizione dei mille. Il messaggio recitava: «Le truppe nemiche si sbandano, la nostra marcia è un trionfo...».
La demolizione del manufatto avvenne nella seconda metà del XIX secolo, per dare spazio alla creazione del Belvedere Torre.

## Descrizione
La torre era presumibilmente, per dimensioni e tipologia costruttiva, del tutto similare alla Torre di Pietrenere. Pertanto avrà avuto una circonferenza alla base di circa 22 metri, un'altezza di 15 metri ed i materiali usati per realizzarla saranno stati pietre naturali e mattoni.
La struttura venne ritratta nel paesaggio di Palmi inciso da Antonio Minasi, nel 1779, e intitolato "Prospetto del Faro di Messina, riviera di Scilla-Costiera di Parma, e spiaggia di Gioia". Un altro disegno che raffigura la Torre di San Francesco è l'illustrazione di Palmi da parte del viaggiatore Richard Keppel Craven, nel 1821.